# Uma Jolie
Uma Jolie (* 8. April 1995 in Fairbanks, Kalifornien) ist eine US-amerikanische Pornodarstellerin, DJ und Erotikmodel.

## Biografie
Jolie wurde in der kalifornischen Stadt Fairbanks im El Dorado County im April 1995 in eine Familie mexikanischer, deutscher, ungarischer und rumänischer Abstammung geboren. Sie wuchs in Woodland Hills auf, einem der westlichen Bezirke von Los Angeles, und arbeitete zunächst als Verkäuferin für die Modekette Abercrombie & Fitch sowie als Barkeeperin und Stripperin.
Sie wurde von einem Agenten über Facebook entdeckt, als sie Fotoshootings als Erotikmodel machte. Ihr Debüt als Pornodarstellerin gab sie im Sommer 2014 im Alter von 19 Jahren. Ihre erste Szene war eine Lesbenszene, die sie zusammen mit der Darstellerin Goldie Rush im Film Kissing Cousins drehte.
Jolie drehte und dreht für Produktionsfirmen wie Bangbros, Digital Sin, Girlsway, Freundinnen Filme, Wicked Pictures, Erotica X, Porn Bros, Nubiles, Twistys, Zero Tolerance, Schatz Video, Vixen, Reality Kings, Brazzers und Jules Jordan Video. Ab Anfang 2015 nahm sie eine Auszeit. Nach acht Monaten Pause kehrte sie im Herbst ins Pornogeschäft zurück. Ihren Künstlernamen wählte sie in Anlehnung an Uma Thurman und Angelina Jolie, weil ihre Freunde sie wegen ihres Aussehens mit diesen verglichen und sie auch so riefen.
Jolie ist als DJ tätig, gleich anderen Pornodarstellerinnen wie Brittany Andrews, Carter Cruise und Samantha Bentley. 2017 legte sie beim Hip-Hop-Festival Rolling Loud in Miami auf, was angesichts des minimalen Anteils von Musikerinnen am Line-up des Festivals zu Diskussionen über Sexismus führte.
Im Februar 2017 wurde Jolie zum Pet of the Month der Zeitschrift Penthouse und zum Girl of the Month des Portals Girlsway gewählt. Drei Monate später, im Mai 2017, wurde Jolie von Cherry Pimps zum Cherry of the Month gewählt. Im Juli 2018 ernannte die Zeitschrift Hustler Jolie zur Hustler Honey und setzte sie auf ihr Titelbild.
Bei den AVN Awards 2017 wurde sie (zusammen mit Gina Valentina) als eines der Trophy Girls, das den Gewinnern die Preise überreicht, ausgewählt.
Jolie ist bisexuell. Sie dreht überwiegend Lesbenszenen.
Sie wirkte bisher (Stand: März 2019) in über 100 Pornofilmen mit.

## Nominierungen
- 2017: AVN Award: Fan Award: Most Epic Ass
- 2017: Inked Award: All Girl Scene of the Year
- 2018: AVN Award: Best Virtual Reality Sex Scene für Hey Big Spender
- 2018: XBIZ Award: Best Sex Scene – Vignette Release für Young Fantasies Vol.2
- 2019: XBIZ Award: Best Sex Scene – Taboo Release für Converting My Sister